# 三里河遗址
三里河遗址位于中华人民共和国山东省青岛市胶州市三里河街道北三里河社区西侧，南靠三里河，面积约5万平方米。2006年被列为全国重点文物保护单位。遗址包涵大汶口文化和龙山文化两种文化的原始氏族社会文化遗址，下层为大汶口文化，上层为龙山文化，经碳-14测定和树轮校正，距今有着3800到4500多年的历史，说明4000多年前三里河一带就有先民定居，并创造和发展了古文化。
- 猪形陶鬶和狗形陶鬶，大汶口文化，1974年三里河出土
- 陶豆，大汶口文化，1974年三里河出土